# A Perfect Getaway
A Perfect Getaway (conocida en España con el título de Una escapada perfecta y en Hispanoamérica como El escape perfecto) es una película perteneciente al género del suspense psicológico, escrita y dirigida por David Twohy y protagonizada por Timothy Olyphant, Steve Zahn, Milla Jovovich, Kiele Sanchez, Chris Hemsworth y Marley Shelton. La película fue filmada en zonas de Jamaica, Puerto Rico y Hawái, y fue estrenada el 7 de agosto de 2009 en EE. UU., el 15 de enero de 2010 en España.

## Argumento
Cliff y Cydney son una joven pareja aventurera que está pasando su luna de miel en una de las más maravillosas y remotas playas de Hawái. Creen haber encontrado el paraíso en sus tierras salvajes y senderos solitarios, hasta que se encuentran con un asustado grupo de excursionistas que hablan sobre el horrible asesinato de unos recién casados en las islas, y comienzan a preguntarse si quizás deberían volverse. Indecisos sobre qué hacer, Cliff y Cydney se unen a otras dos parejas, Nick y Gina y Kale y Cleo, y es cuando las cosas comienzan a ir terroríficamente de mal a peor. Lejos de la civilización o de poder ser rescatados, cada uno de ellos empieza a sentirse amenazado, sin saber ya en quién confiar. El paraíso se convierte en un infierno terrenal donde da comienzo una batalla brutal por la supervivencia.

## Reparto
| Actor            | Personaje |
| ---------------- | --------- |
| Steve Zahn       | Cliff     |
| Timothy Olyphant | Nick      |
| Milla Jovovich   | Cydney    |
| Kiele Sanchez    | Gina      |
| Marley Shelton   | Cleo      |
| Chris Hemsworth  | Kale      |

## Recepción
La película recibió comentarios mixtos a positivos de los críticos. Basado en 22 comentarios, en Metacritic tuvo una puntuación de 63 de 100 y en Rotten Tomatoes un 61% basado en 123 comentarios.
The New York Times dio una puntuación de 80% y se refirió a la película como una «auténtica satisfactoria barata». El Times Online dio una puntuación a la película de 3/5 estrellas, agregando que es una película de horror de «inteligencia», pero poco difícil por su propio bien. Además, The Guardian le dio una puntuación del 60%, describiendo la película como de terror «imperfecta pero entretenida».
La película recaudó 5.948.555 dólares en su primer fin de semana dentro de América.